# Tetraconch
Un tetraconco, dal greco "quattro conchiglie", è un edificio, normalmente una chiesa o altro edificio religioso, con quattro absidi, una in ogni direzione, normalmente di eguali dimensioni. La pianta classica di un tale edificio è pertanto a croce inscritta. Questo tipo di pianta è molto comune nell'architettura bizantina, e scuole collegate come Armenia, alcune aree della Siria e nel Caucaso. Oltre che nelle chiese, questa tipologia di pianta può essere trovata nei mausolei o nei battisteri. Normalmente vi è una cupola più elevata sullo spazio centrale.

## Storia
La Basilica di San Lorenzo (370) a Milano è probabilmente il primo esempio in grande di questa tipologia, con un ambulacro esterno. Nell'architettura bizantina del medio periodo, la pianta a croce inscritta è stata sviluppata essenzialmente utilizzando il tetraconch a formare un quadrato esterno. Una di queste tipologie può anche essere descritta meno precisamente come "croce con cupola". In queste tipologie la semi-cupola dell'abside di solito incomincia direttamente dallo spazio della cupola centrale.

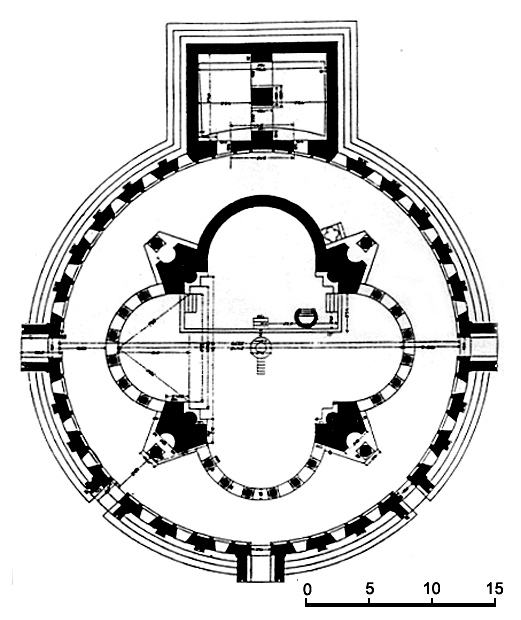
Pianta della Cattedrale Zvartnots, Armenia

I ruderi della Cattedrale Ninotsminda del 575 d.C. in Georgia sono forse il più antico esempio in quel paese. Gli esempi armeni e georgiani sono posteriori rispetto ad alcuni altri, ma hanno una forma distintiva e sofisticata della pianta. Sono simili alla pianta a croce inscritta, ma in Georgia gli spazi d'angolo, o "camere angolari", sono accessibili solo dallo spazio centrale attraverso strette aperture, e sono chiuse da absidi (come nel  monastero di Jvari). In Armenia, la pianta sviluppata anche nel VI secolo, nella chiesa di Santa Ripsima a Echmiadzin (618) è quasi identica a quella di Jvari. Successivamente vennero sviluppate altre piante, con uno spazio principale tetraconch completamente inscritto in un'abside o ambulacro nella terminologia usata nella chiesa occidentale, come nella cattedrale in rovina, della metà del VII secolo, di Zvartnots. La cosiddetta cattedrale in rovina di Bosra, dei primi anni del VI secolo, è uno dei maggiori primi esempi siriani di chiesa a pianta tetraconch, anche se in Siria questa tipologia di chiesa non rimase così popolare come in Caucaso.
Il Mausoleo di Galla Placidia a Ravenna (425-430), famoso nel mondo per i suoi mosaici, è quasi un tetraconch, anche se ci sono brevi bracci a volta che portano dallo spazio centrale a ogni abside. Questi terminano su una parete piana, senza semi-cupola, e la navata d'ingresso è leggermente più lunga.

Pianta di Bramante per il primo progetto della Basilica di San Pietro a Roma 1503-06

Un famoso ritorno al tetraconch in occidente si ebbe nel progetto del Bramante per il primo progetto della Basilica di San Pietro a Roma.  
Un triconch ha solo tre absidi; normalmente omettendo quella a occidente, che può essere sostituita da un nartece. Molte chiese di entrambe le tipologie sono state estese, soprattutto a ovest con l'aggiunta di navate, in modo da assomigliare a una più convenzionale basilica. La chiesa di Istanbul di Santa Maria dei Mongoli ne è un esempio.